# Dalbergia thorelii
Dalbergia thorelii är en ärtväxtart som beskrevs av François Gagnepain. Dalbergia thorelii ingår i släktet Dalbergia, och familjen ärtväxter. Inga underarter finns listade i Catalogue of Life.